# Punta (bướm)
Punta là một chi bướm ngày thuộc họ Bướm nâu.

## Hình ảnh

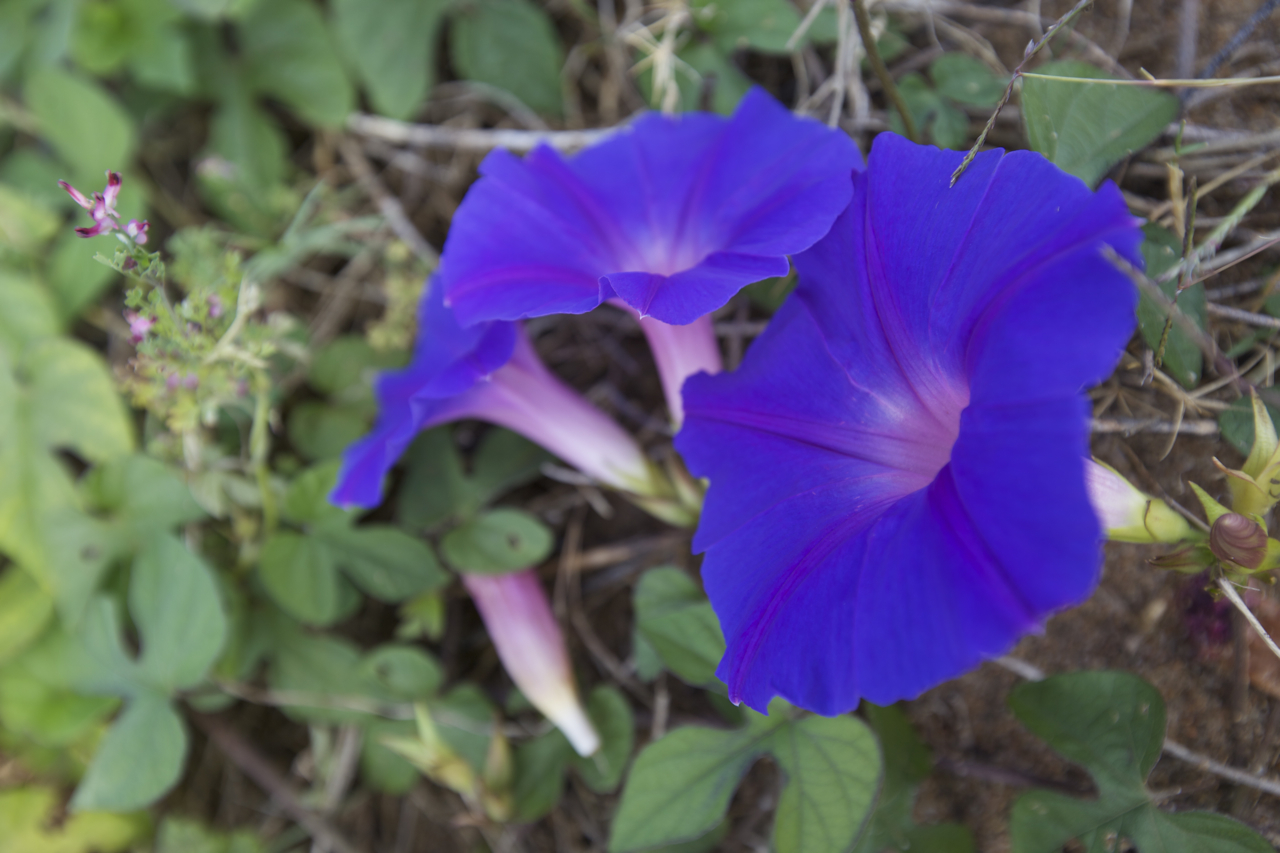
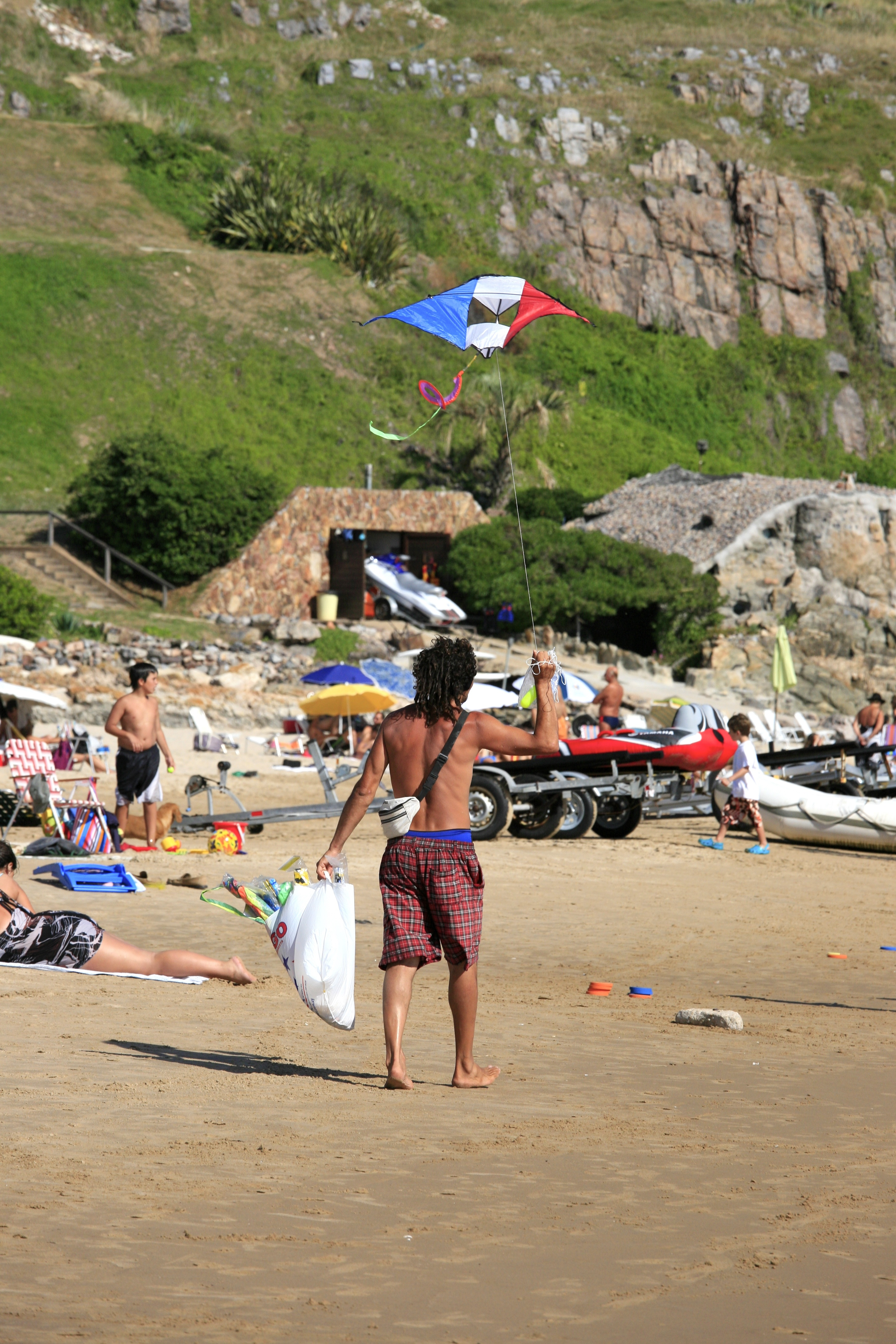
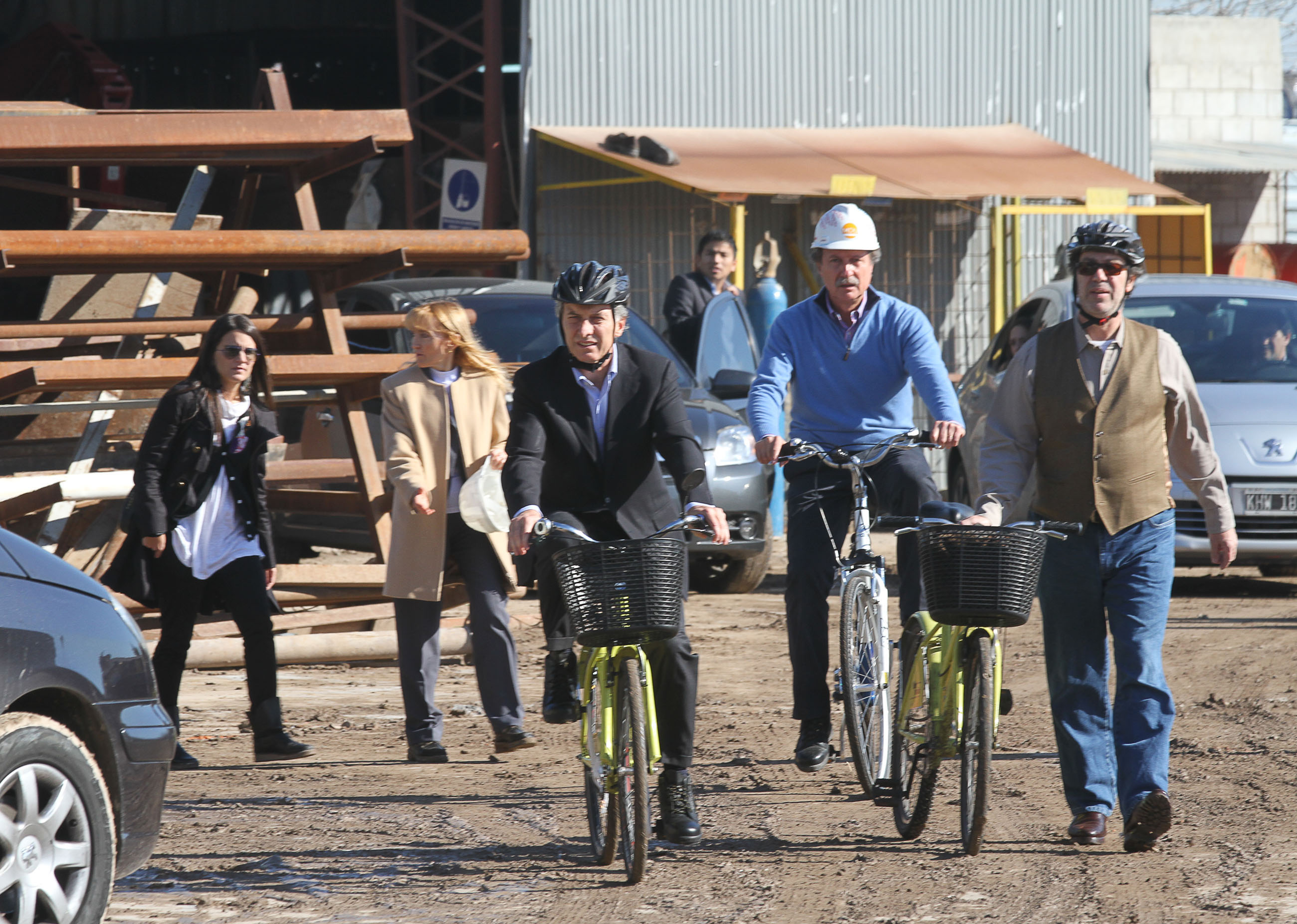
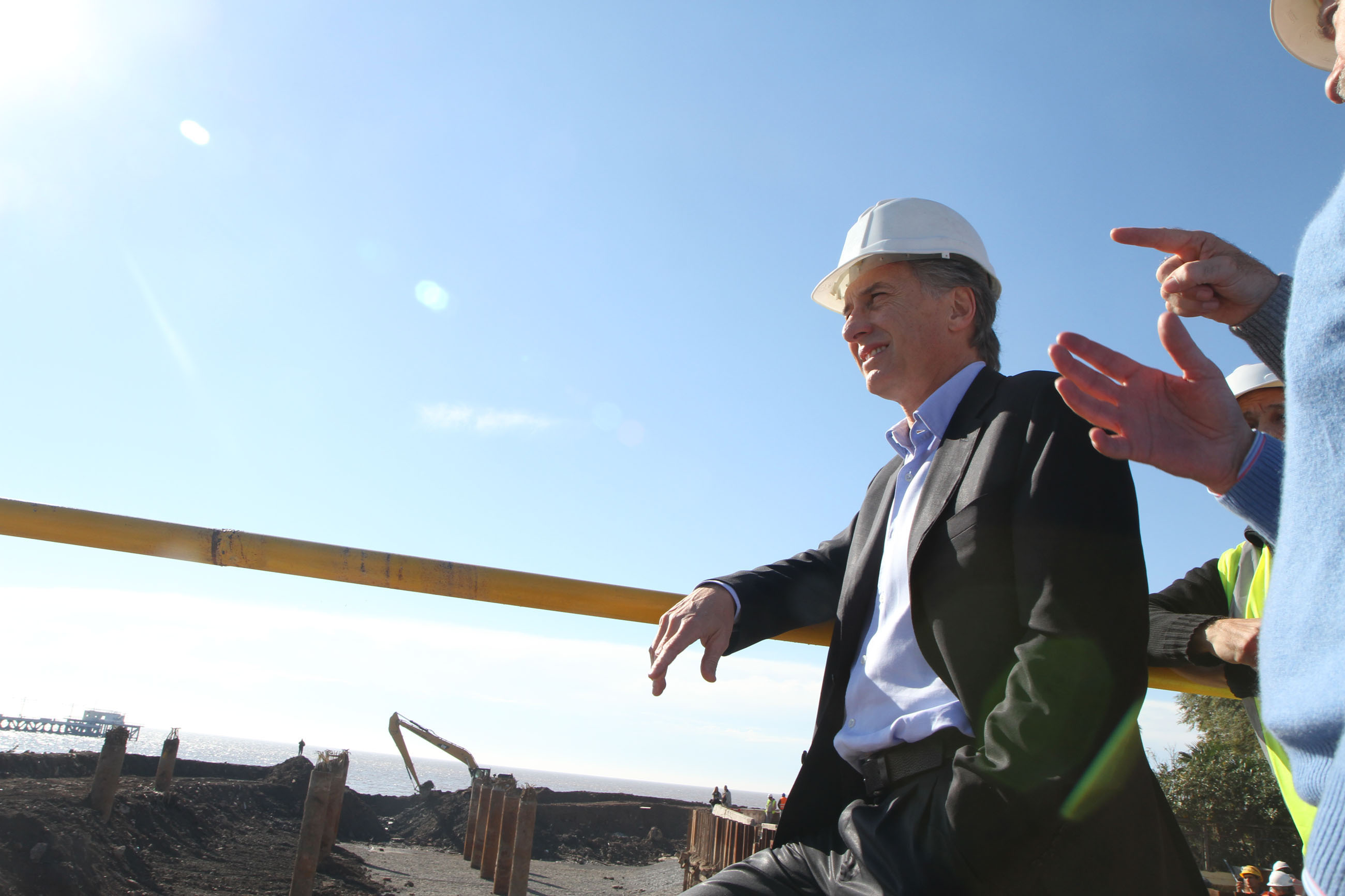